# Winchester Modelo 1892
El Winchester Modelo 1892 es un fusil con acción de palanca diseñado por John Browning como una versión más pequeña y más ligera del Modelo 1886, y el cual reemplazó al Modelo 1873 como el fusil de acción de palanca de la compañía, que usa cartuchería de revólver, como el .44-40 Winchester.

## Historia
Cuándo Winchester le pidió a John Browning que diseñara un fusil de acción de palanca mejorado para competir con un reciente modelo de Marlin, éste dijo que tendría el prototipo completado en un mes o sería gratis. En dos semanas, Browning tuvo un prototipo funcional del fusil modelo 1892. La munición para el fusil varía y algunos tienen recámaras personalizadas. Las recámaras originales eran las .32-20, .38-40, y .44-40 de Winchester, y en 1895 se sustituyeron por las nuevas .25-20. Unos cuantos fusiles  modelo 92 que usaban los cartuchos .218 ''Bee'' se produjeron entre 1936 y 1938. Los fusiles que usaban la munición .44-40 demostraron ser los más populares, superando con creces las ventas de otras variantes.
Los Winchester modelo 53 (1924) y 65 (1933) fueron etiquetados como Modelo 1892. El almirante Robert E. Peary llevó un fusil Winchester 1892 en sus viajes al Polo Norte, y el Secretario de Guerra Patrick Hurley tuvo la carabina un millón el 13 de diciembre de 1932. El famoso explorador del Amazonas Percy Fawcett llevó un Winchester 92 en sus expediciones y el famoso cazador de jaguar Sasha Siemel también utilizó un Winchester 92 con bayoneta sujetada. La Royal Navy utilizó 21 000 ejemplares durante la Primera Guerra Mundial.
1 007 608 fusiles modelo 1892 fueron fabricados por la compañía Winchester original. La Gran Depresión afectó en gran medida las ventas del Winchester 92, y al comienzo de la Segunda Guerra Mundial, Winchester redujo la producción cuando se reorganizó para el esfuerzo de guerra. La producción no fue resumida después de la guerra. La fabricación del modelo 92 se reanudó en la década de 1970 por Amadeo Rossi en Brasil; y más recientemente por Chiappa Firearms, una fábrica italiana; y por Browning y Winchester en Japón. En su forma moderna, utilizando materiales y técnicas de producción actualizados, la acción del Modelo 1892 es lo suficientemente fuerte como para cañones de alta presión, como .357 Magnum, .44 Magnum y .454 Casull.
A pesar de estar diseñado para cartuchos más pequeños, la acción de bloqueo frontal doble del 1892 es en realidad más fuerte que el Modelo 1894 de Browning.

## Copias modernas
Garate, Anitua y Cia de Eibar, España copió el Modelo 1892 como ''Tigre'' con recámara .44-40 Winchester. Con un cañón de 56 cm, un cargador de 12 disparos, miras militares y un anillo de sillín. Muchos se hicieron con eslabones giratorios. La producción entre 1915 y 1937 fue de un total de 1 034 687 fusiles. A partir de 1923 se pasaron a diversos servicios españoles, incluida la Guardia Civil. Los fusiles ''Tigre'' furon exportados a varios países de América del Sur, y a Estados Unidos en los años cincuenta.
Winchester acabó la producción del Modelo 1892 en 1941; aun así, fabricantes de armas como Browning, Chiappa y Rossi han continuado de producir copias. Versiones del Modelo 1892 han continuado de ser producidas casi continuamente desde que Winchester acabó su producción. Varían en calidad y precio: desde armas de fuego de alcance medio hasta piezas de colección altamente decoradas.
Winchester produjo un número limitado del Modelo 1892 en 1997. En noviembre de 2006, Winchester anunció el 100º Aniversario del fusil Modelo 1892 de John Wayne, de recámara 44-40. Desde entonces, Winchester ha ofrecido varias versiones del Modelo 1892. A principios de 2012, Winchester produjo un número limitado de carabinas de Bucle Grande en 4 calibres: .44 Magnum, .357 Magnum, .44-40 (44 WCF) y .45 Colt.

## El Winchester Modelo 1892 deEl hombre del rifle
Las películas westerns eran populares cuando el programa de televisión The Rifleman (El hombre del rifle) se estrenó en 1958, y los productores trataron de encontrar trucos para distinguir un programa de otro. El arma del protagonista era una carabina Winchester modelo 1892 modificada, con una gran palanca de accionamiento de anillo perforado. El diseño de la palanca le permitía levantar la carabina y girarla alrededor de su mano. Además, el cerrojo puede cerrarse y presionar el gatillo cada vez que mueve la palanca, lo que permite disparar rápidamente, vaciando el cargador en menos de cinco segundos.
El pasador del tornillo de disparo del gatillo se usó en dos configuraciones: con la cabeza del tornillo girada hacia adentro (cerca del gatillo) o, más a menudo, fuera del protector del gatillo con una contratuerca en el exterior (para asegurar su posición). En algunos episodios, el tornillo estaba sacado cuando la acción de fuego rápido no era requerida. Cuando se ajustaba correctamente, el tornillo apretaba el gatillo cuando la palanca estaba completamente cerrada. El mecanismo de disparo rápido se diseñó originalmente para evitar que la estrella del programa, Chuck Connors, se perforara el dedo con el gatillo mientras realizaba un ciclo rápido de la acción del rifle. Con esta modificación, no era necesario para Connors apretar el gatillo para cada disparo y por lo tanto no se arriesgaba a hacerse daño.

## La pata de la yegua

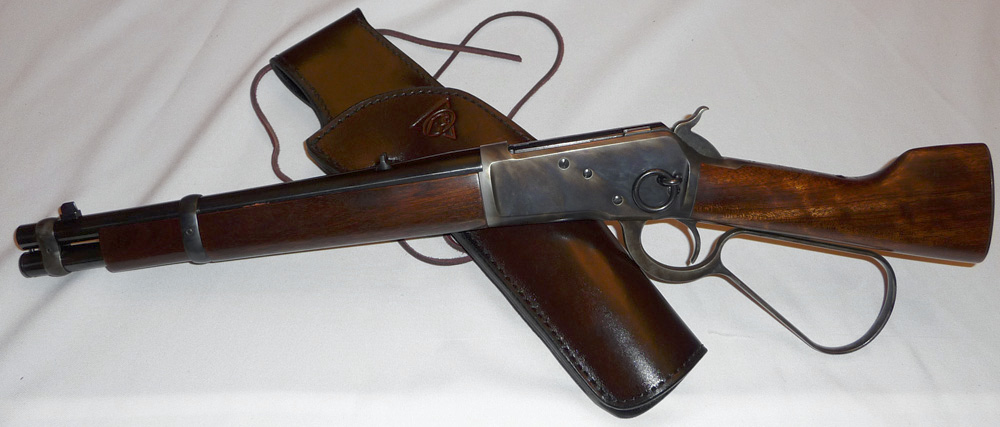
Pistola y funda Puma Cazarrecompensas

La ''pata de la yegua'' es el nombre dado a un fusil acortado personalizado por Kenny Howard, usado por el personaje de Steve McQueen en la serie de televisión Wanted: Dead or Alive (1958-1961). La ''Pata de la Yegua'' es ahora un término genérico para referirse al modelo Winchester 1892 (o a un derivado moderno) con un cañón y un cargador acortados. Estas armas modernas están hechas por Rossi Firearms, Chiappa Firearms y Henry Repeating Arms (aunque las versiones de Henry no son copias de Winchester). Todas se consideran armas, ya que se fabrican recientemente como pistolas y se venden sujetas a las regulaciones de armas de fuego, en lugar de reducir los rifles, por lo que evitan dificultades legales. Aun así en Canadá, donde las pistolas se clasifican como restringidas, la "pata de yegua", así como las escopetas cortas son consideradas ''pistolas largas'' no restringidas.

## En la cultura popular

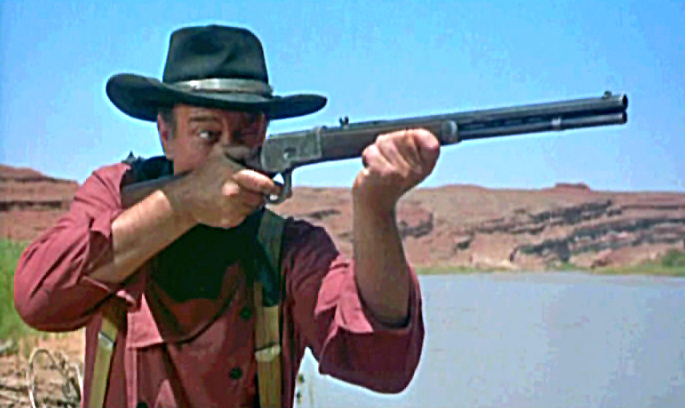
John Wayne apuntando un Modelo 92 en Los Buscadores.

Aunque el Modelo 1892 hizo su debut después del cierre de la frontera estadounidense, y las verdaderos "armas que ganaron el oeste" fueron los primeros Modelos 1866 y 1873, se convirtió en un icono de la mitología occidental a través de su uso en cientos de películas y programas de televisión, sustituyendo a sus hermanos mayores. John Wayne llevó el famoso Modelo 92 en docenas de películas y fue dueño de varias personalmente, algunas con la distintiva palanca "loop" de gran tamaño. Otros modelos 92 notables fueron las de Chuck Connors en The Rifleman y Steve McQueen en Wanted: Dead or Alive. El Winchester Modelo 1892 no se limita al cine en sus apariciones en los medios; por ejemplo, en el videojuego Half-Life 2, el personaje no jugador, el padre Grigori, lleva uno.
Los estudios de Hollywood compraron el fusil '92 en cantidad porque estaba en producción regular (hasta la Segunda Guerra Mundial) pero se parecía lo suficiente a los viejos Winchesters del oeste como para sustituir antigüedades valiosas, y porque en los calibres .44-40 y .38-40 podía disparar, junto con el revólver Colt Single Action Army "Peacemaker", el cartucho en blanco estándar Cinco en Uno. Esta última práctica reflejaba a los verdaderos vaqueros, a quienes les parecía conveniente llevar un rifle y un revólver con la misma munición.

## Usuarios
- Estados Unidos
- Francia
- México